# Johan Johnsen
Johan Christian Arnt Johnsen (Oslo, 27 januari 1893 - Aker, 27 januari 1927) was een Noors atleet. Hij nam deel aan de Olympische Zomerspelen van 1920.

## Belangrijkste resultaten

### Olympische Zomerspelen
| Jaar | Plaats    | Discipline | Onderdeel | Resultaten                 |
| ---- | --------- | ---------- | --------- | -------------------------- |
| 1920 | Antwerpen | Atletiek   | 100 m (m) | eerste ronde: 4e (reeks 6) |

### Persoonlijke records
| Onderdeel | Tijd | Jaar |
| --------- | ---- | ---- |
| 100 m     | 10,7 | 1919 |